# Houldizy
Houldizy település Franciaországban, Ardennes megyében. Lakosainak száma 404 fő (2022. január 1.). Houldizy Arreux, Damouzy és Tournes községekkel határos.

## Népesség
A település népességének változása:
| Lakosok száma | 193  | 279  | 328  | 349  | 367  | 373  | 374  | 390  | 392  | 404  |
|               | 1968 | 1982 | 1990 | 2006 | 2013 | 2015 | 2017 | 2019 | 2020 | 2022 |